# Ро, Дамьен
Дамьен Ро (фр. Damien Raux; 3 ноября 1984, Руан, Франция) — французский профессиональный хоккеист, нападающий клуба «Руан». Игрок сборной Франции по хоккею с шайбой.

## Биография
Дамьен Ро — воспитанник хоккейного клуба «Руан». В сезоне 2002/03 дебютировал в высшей французской лиге, вместе с клубом став чемпионом страны. Выступал за клубы «Канн» и «Шамони». С 2007 по 2011 год Дамьен играл за «Бриансон». Летом 2012 года присоединился к клубу «Мюлуз», спустя год вернулся в «Бриансон». С 2015 года выступает за «Руан». За сборную Франции на чемпионате мира дебютировал в 2008 году.